# Thugny-Trugny
Thugny-Trugny – miejscowość i gmina we Francji, w regionie Grand Est, w departamencie Ardeny.
Według danych na rok 1990 gminę zamieszkiwało 227 osób, a gęstość zaludnienia wynosiła 17 osób/km².